# San Diego megye
San Diego megye az Amerikai Egyesült Államokban, azon belül Kalifornia államban található. Lakosainak száma 3 298 634 fő (2020. április 1.). San Diego megye Imperial, Orange, Riverside és Alsó-Kalifornia megyékkel határos.

## Fontosabb városai
A megye székhelye 
San Diego. Ötvenezer lakos fölötti városai:

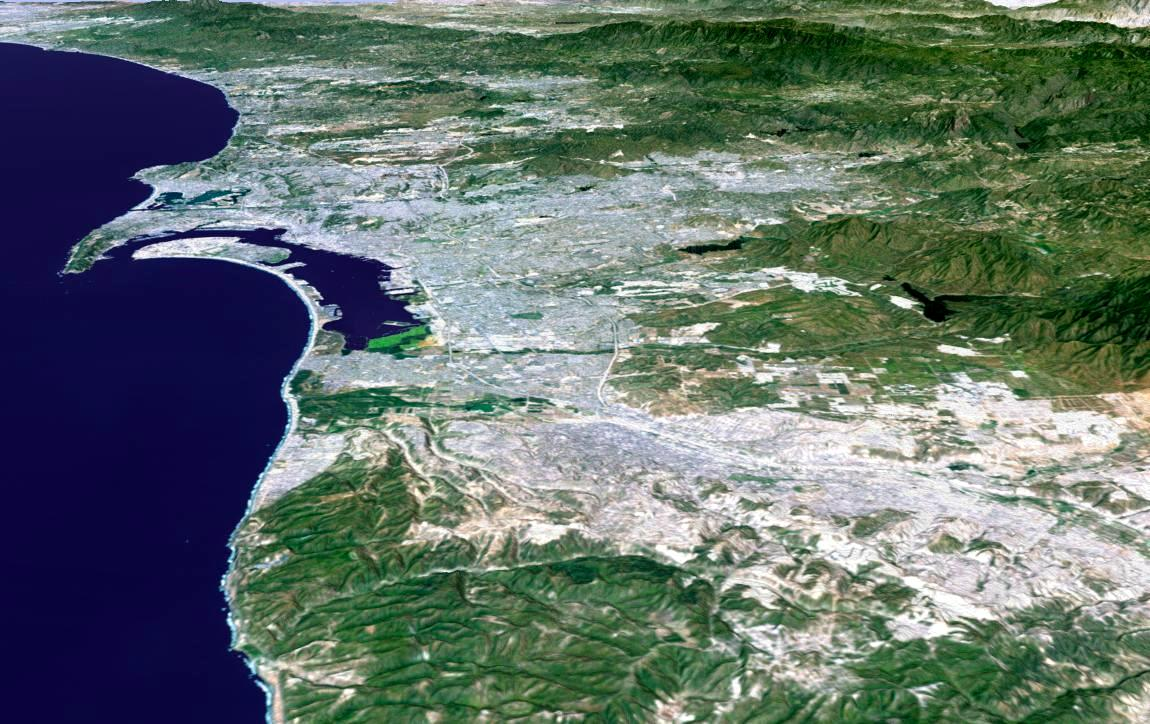
Légifelvétel több városáról

| név           | lakosság száma |
| ------------- | -------------- |
| San Diego     | 1 307 402      |
| Chula Vista   | 243 916        |
| Oceanside     | 183 095        |
| Escondido     | 143 911        |
| Carlsbad      | 105 328        |
| El Cajon      | 99 478         |
| Vista         | 93 834         |
| San Marcos    | 83 781         |
| Encinitas     | 59 518         |
| National City | 58 582         |
| La Mesa       | 57 065         |

## Népesség
A megye népességének változása:
| Lakosok száma | 3 104 182 | 3 138 550 | 3 176 138 | 3 211 252 | 3 299 521 | 3 338 330 | 3 298 634 |
|               | 2010      | 2011      | 2012      | 2013      | 2015      | 2019      | 2020      |